# Yankee Doodle Daffy
Yankee Doodle Daffy (bra: Patolino, o Astro) é um curta-metragem de animação estadunidense da série Looney Tunes lançado em 5 de junho de 1943 pela Warner Bros. Pictures.  Dirigido por Friz Freleng e escrito por Tedd Pierce, o curta é estrelado por Gaguinho (Porky Pig) e Patolino (Daffy Duck). Este foi o segundo filme da série Looney Tunes em technicolor e também um dos poucos que caíram no domínio público. O título e a música introdutória são inspirados no filme Yankee Doodle Dandy de 1942.

## Enredo
Gaguinho é produtor de teatro e está prestes a sair de férias, quando Patolino o tranca em seu escritório antes que ele pegue o avião. O pato é um agente e quer convidá-lo para fazer um teste para Sleepy Lagoon, um "menino prodígio" com aparência de patinho fleumático e sem outra ocupação além de comer pirulito. Para convencer Gaguinho, Patolino mostra-lhe o imenso repertório do menino, que na verdade ele mesmo interpreta.

## Elenco
- Billy Bletcher ... Sleepy Lagoon (voz)
- Mel Blanc ... Patolino / Gaguinho / Sleepy Lagoon (voz)

## Números musicas
As canções que Patolino apresenta no filme incluem "I'm Just Wild About Harry", "William Tell Overture", "Chica Chica Boom Chic" (como Carmen Miranda), "Laugh, Clown, Laugh" (como Enrico Caruso em Pagliacci) e " Angel in Disguise " (a mesma música que Pernalonga e Frajola tocam em The Wabbit Who Came to Supper e Back Alley Oproar, respectivamente).